# Algoritmi di correlazione per rilevamento sonar

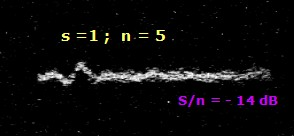
Segnale di un bersaglio scoperto dal sonar con le tecniche di correlazione: per

La capacità del sonar nella scoperta di bersagli in presenza di elevato rumore ambiente è dovuta all'impiego di processi di correlazione caratterizzati dai loro algoritmi.
Gli algoritmi di correlazione  nel rilevamento sonar sono gli strumenti matematici usati per descrivere il comportamento dei sistemi di correlazione. 
Gli algoritmi di correlazione, implementati in hardware o in software negli apparati di localizzazione subacquea, consentono di scoprire in mare segnali acustici altrimenti difficilmente rivelabili.

## Il correlatore

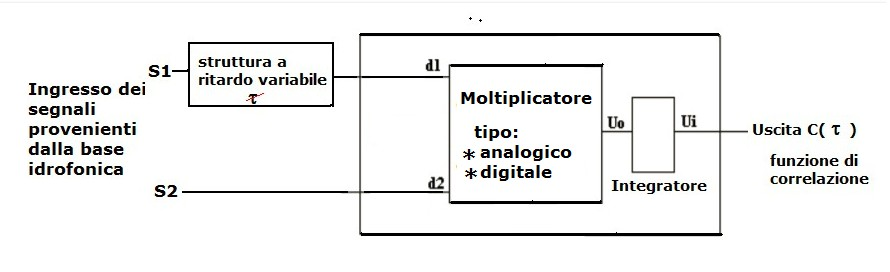
Schema a blocchi di un correlatore.

Il correlatore ha lo scopo di rivelare segnali coerenti tra loro; riceve una coppia di questi, l’uno ritardato di {\displaystyle \tau *}  rispetto all'altro e potenzialmente inquinati dal disturbo, li moltiplica tra loro o in modo analogico o in modo digitale, ne integra il prodotto per fornire in uscita una tensione od un valore numerico {\displaystyle C(\tau )}, funzione del ritardo {\displaystyle \tau } generato nel correlatore, che indica il grado di coerenza dei segnali ed il loro stato rispetto al rumore. 
I correlatori sono definiti da due tipi di algoritmi:
- Algoritmo di correlazione per segnali analogici [N 4]
- Algoritmo di correlazione per segnali digitali [N 5]

## Algoritmo per segnali analogici

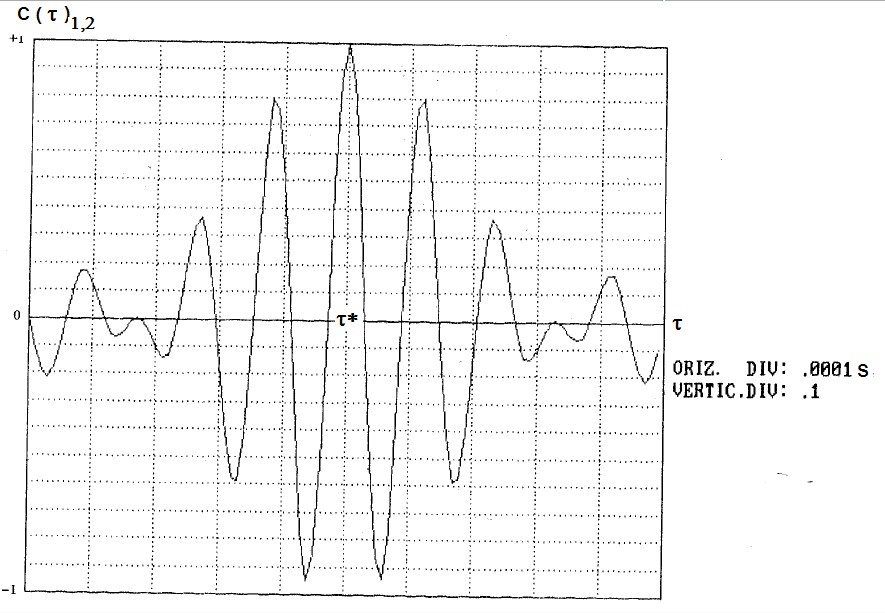
per:

L'algoritmo calcola la funzione di correlazione analogica {\displaystyle C(\tau )}
tra due segnali di rumore di ampiezza {\displaystyle S} ,  definiti in banda di frequenza {\displaystyle F_{1}\ ,\ F_{2}}  ritardati l'uno dall'altro di un tempo {\displaystyle \tau *}.
Il valore massimo di {\displaystyle C(\tau )} si avrà per {\displaystyle \tau \ =\ \tau *}
{\displaystyle C(\tau )=S\left[{\frac {\sin \ (2\cdot \pi \cdot DF\cdot \{\tau -\tau *\})\cdot \cos \ (2\cdot \pi \cdot Fo\cdot \{\tau -\tau *\})}{(2\cdot \pi \cdot DF\cdot \{\tau -\tau *\})}}\right]\ \ \ } 
Lo sviluppo di {\displaystyle C(\tau )} per:
{\displaystyle S=1}
{\displaystyle F_{1}=7000\ Hz}
{\displaystyle F_{2}=10000\ Hz}
{\displaystyle \tau *=500\ \mu s}
dove {\displaystyle DF=(F_{2}-F_{1})/2\ \ e\ \ Fo=(F_{2}+F_{1})/2}
trova il massimo di {\displaystyle C(\tau )} per {\displaystyle \tau =500\ \mu s}
Il trattamento dei segnali con il correlatore analogico consente il massimo guadagno nel rapporto {\displaystyle S/N}.  rispetto ad altri modelli di correlazione; ciò al prezzo di una complessa implementazione nei sistemi di calcolo.

### Disturbi nella correlazione analogica

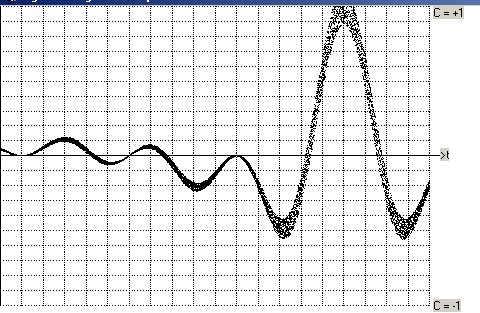
affetta da rumore tracciata per una coppia dimostrativa.

L'ampiezza della {\displaystyle C(\tau )} dipende dall'ampiezza del segnale applicato al correlatore, il disturbo {\displaystyle N} ne provoca un'ondulazione anomala, ondulazione tanto più ampia quanto il rapporto {\displaystyle S/N} è piccolo.
L'algoritmo che consente il calcolo dell'ampiezza dell'ondulazione {\displaystyle Nv} all'uscita del correlatore, definita come varianza, è dato dall'espressione:
{\displaystyle Nv={\sqrt[{}]{\frac {(S^{2}+N^{2})^{2}+S^{4}}{4\cdot RC\cdot DF}}}}
dove:
{\displaystyle DF} = metà della larghezza di banda del ricevitore che definisce i segnali. 
{\displaystyle S} = è l'ampiezza dei segnali applicati
{\displaystyle N} = è l'ampiezza del rumore che inquina il segnale
{\displaystyle RC} = è la costante di tempo d'integrazione, espressa in secondi, facente parte del sistema di correlazione.
Le grandezze di {\displaystyle S;N;Nv}, per un correlatore di tipo analogico, sono in volt eff.
L'ampiezza della varianza {\displaystyle Nv} dipende, oltre che dal rapporto {\displaystyle S/N}, anche dal valore della costante di tempo {\displaystyle RC}, maggiore il valore di {\displaystyle RC} minore ne è l'ampiezza. 
Il valore di {\displaystyle RC} determina anche la velocità di risposta del correlatore, più è elevato più la velocità si riduce. Un giusto compromesso deve essere scelto in base alle necessità operative del sonar.

## Algoritmo per segnali digitali

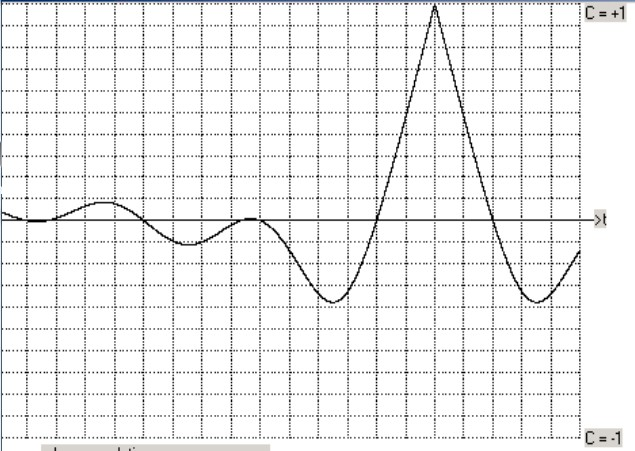
Curva tipica di tracciata per ; ; ascisse fondo scala; massimo per

L'algoritmo calcola la funzione di correlazione digitale {\displaystyle C(\tau )_{x}}
tra due segnali {\displaystyle S} di rumore limitati in ampiezza tra {\displaystyle 0\ e\ +1} definiti in banda di frequenza {\displaystyle F_{1}\ ,\ F_{2}}  ritardati l'uno dall'altro di un tempo {\displaystyle \tau *}.
Il valore massimo di {\displaystyle C(\tau )_{x}} si avrà per {\displaystyle \tau \ =\ \tau *}
{\displaystyle C(\tau )_{x}=(2/\pi )\arcsin \left[K\ {\frac {\sin \ (2\cdot \pi \cdot DF\cdot \{\tau -\tau *\})\cdot \cos \ (2\cdot \pi \cdot Fo\cdot \{\tau -\tau *\})}{(2\cdot \pi \cdot DF\cdot \{\tau -\tau *\})}}\right]\ \ \ }
L'algoritmo di correlazione o funzione di correlazione digitale  {\displaystyle C(\tau )_{x}} mostra la legge di variazione dell'ampiezza del segnale d'uscita di un correlatore.
dove:
{\displaystyle DF} = metà della larghezza di banda del ricevitore che definisce i segnali. 
{\displaystyle F_{o}} = frequenza media della banda. 
{\displaystyle K} = funzione che dipende dal rapporto tra le ampiezze dei segnali {\displaystyle S} e l’ampiezza del disturbo {\displaystyle N} secondo l’espressione: {\displaystyle K={\frac {1}{1+(N/S)^{2}}}} 
Il massimo della curva indica che i segnali applicati al correlatore sono tra loro coerenti; l'ascissa del massimo, indica il valore del ritardo esistente tra i due segnali.
Il trattamento dei segnali con la funzione indicata porta ad una perdita di circa {\displaystyle 3\ dB} sul rapporto {\displaystyle S/N} rispetto al precedente trattamento analogico; con il vantaggio, molto importante, di una notevole semplificazione dell'hardware e dei processi di calcolo.

### Disturbi nella correlazione digitale
L'ampiezza della {\displaystyle C(\tau )_{x}}, nel correlatore digitale, non dipende dall'ampiezza del segnale applicato al correlatore ma dal disturbo {\displaystyle N} che ne provoca una riduzione, riduzione tanto più penalizzante quanto il rapporto {\displaystyle S/N} è piccolo.
Per rapporti {\displaystyle S/N} elevati la funzione {\displaystyle C(\tau )_{x}} ha ampiezza elevata e segue il profilo della funzione {\displaystyle \arcsin x}.
Per rapporti {\displaystyle S/N} bassi la funzione {\displaystyle C(\tau )_{x}} ha ampiezza bassa e segue il profilo della funzione {\displaystyle \sin x/x}.
L'algoritmo che consente il calcolo della variazione d'ampiezza della {\displaystyle C(\tau )_{x}} per {\displaystyle \tau =0}, è dato dall'espressione:
{\displaystyle C(0)_{x}={\frac {2}{\pi }}\arcsin {\frac {1}{1+(N/S)^{2}}}}
Se il disturbo {\displaystyle N} è assente {\displaystyle K=1} e la {\displaystyle C(\tau )_{x}} ha il massimo valore.
Se il disturbo {\displaystyle N} è presente l'ampiezza della {\displaystyle C(\tau )_{x}} si riduce sensibilmente.
Il processo di correlazione digitale genera un rumore d'uscita {\displaystyle Ni}, 
indicato come varianza, indipendente dall'ampiezza dei rumori d'ingresso, sempre presente all'uscita di un correlatore di questo tipo.
{\displaystyle Ni} è governato dall'algoritmo:
{\displaystyle Ni=(2/\pi ){\sqrt[{}]{\frac {1}{6/7\cdot 4\cdot RC\cdot DF}}}}
L'ampiezza della varianza {\displaystyle Ni} dipende dal valore della costante di tempo {\displaystyle RC}, maggiore il valore di {\displaystyle RC} minore ne è l'ampiezza.
Il valore di {\displaystyle RC} determina anche la velocità di risposta del correlatore, più è elevato più la velocità si riduce, Un giusto compromesso deve essere scelto in base alle necessità operative del sonar.
Per {\displaystyle S/N} decrescente la {\displaystyle C(\tau )_{x}} decresce fino al suo azzeramento.

## Variabili probabilistiche
Nell'impiego degli algoritmi di correlazione, per rapporti {\displaystyle S/N} molto piccoli, intervengono altre serie di variabili non deterministiche:
{\displaystyle Priv=x\ \%}, percentuale di probabilità di rivelare il segnale
{\displaystyle Pfa=y\ \%}, percentuale di probabilità che il rumore provochi una falsa presenza di un segnale
Il legame tra queste e il rapporto {\displaystyle S/N} dipende da un caratteristico parametro probabilistico {\displaystyle d}. 
L’impiego delle variabili probabilistiche presenta alcune difficoltà per chi non è addetto agli studi di statistica; un ragionevole approccio semplificativo è sviluppato nel testo di Urick
Il parametro {\displaystyle d} è legato alle espressioni:
{\displaystyle d=f(Priv,Pfa)}
e
{\displaystyle ({\frac {S}{N}})^{4}={\frac {d}{2RC(f_{2}-f_{1})}}}
dove:
{\displaystyle RC} è la costante d'integrazione del correlatore
{\displaystyle f_{2}-f_{1}} è la larghezza di banda del ricevitore
Il valore del parametro {\displaystyle d} è fondamentale nel calcolo delle portate di scoperta del sonar.